# Chapelle Saint-Jacques d'Orléans
La chapelle Saint-Jacques d'Orléans est le vestige d'une ancienne chapelle médiévale, dédiée aux pèlerins se rendant à Saint-Jacques-de-Compostelle, située sur le territoire de la commune d'Orléans, en France.

## Généralités
Les restes de la chapelle sont depuis la fin du XIXe siècle située dans le jardin Groslot (jardins de l'hôtel de ville). Elle est sise sur le territoire de la commune d'Orléans, dans le département du Loiret, en région Centre-Val de Loire, en France.

## Historique
La chapelle est édifiée au XVe siècle en tant que halte pour les pèlerins se rendant à Saint-Jacques-de-Compostelle. Originellement, cette chapelle se trouvait à l'angle des « rues Saint-Jacques et des hostelleries Saint Catherine ». Menacée de destruction par la construction du nouveau quartier des halles à la fin du XIXe siècle, Prosper Mérimée fait déposer la façade et la fait remonter dans les jardins de l'hôtel Groslot en 1883,. Les vestiges de la chapelle sont classés au titre des monuments historiques par la liste de 1846.

## Description
De la chapelle initiale, il ne reste plus que la façade de style gothique flamboyant, installée dans les jardins de l'hôtel de ville. La façade est rythmée par deux portes en arc brisé surmontés de deux fenêtres inégales. Les diverses sculptures subsistantes de la façade, en mauvais état, montrent deux pèlerins, illustrent le temps et les guerres de Religion qui eurent lieu au XVIe siècle.

## Galerie

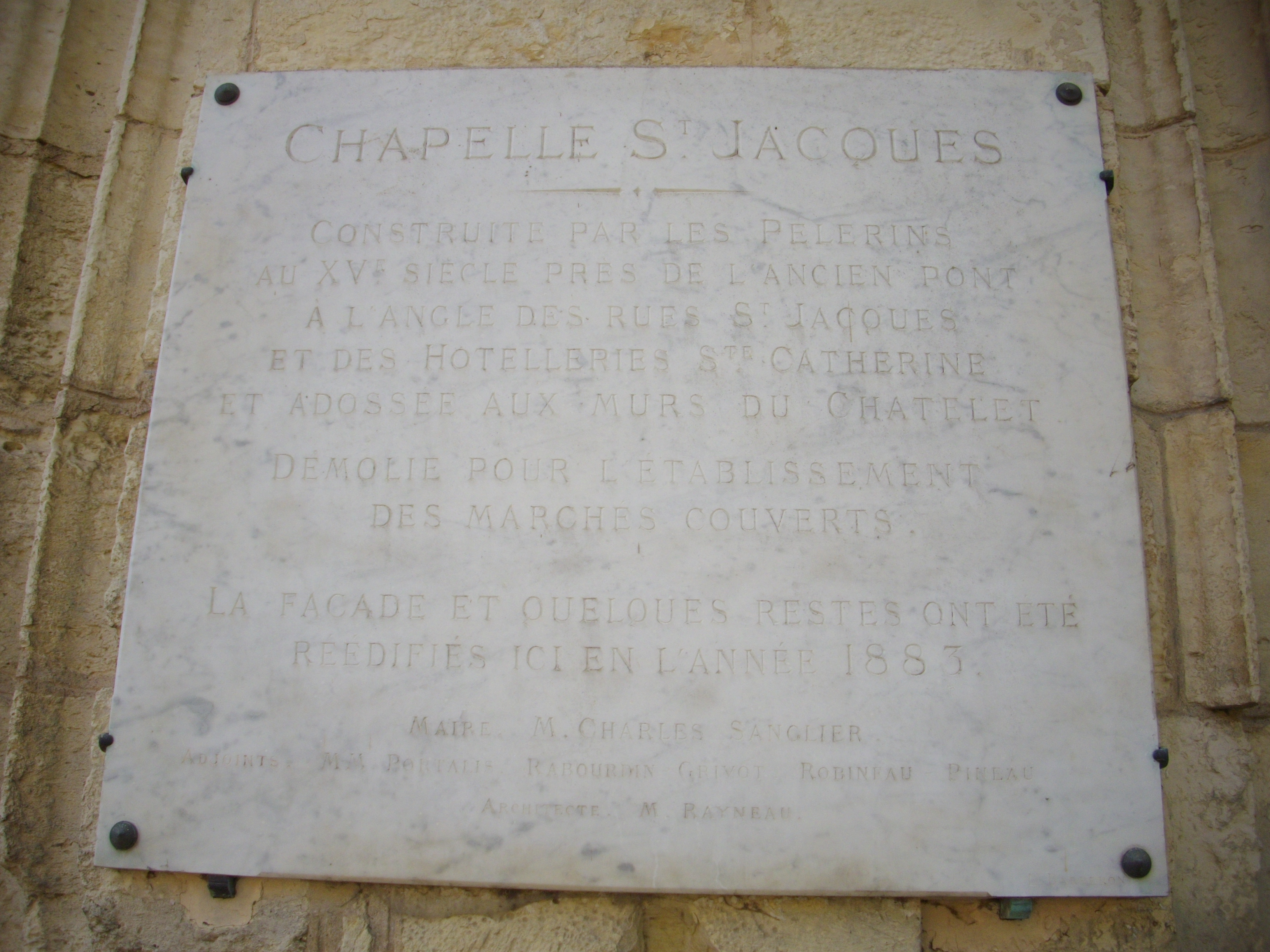
plaque commémorative
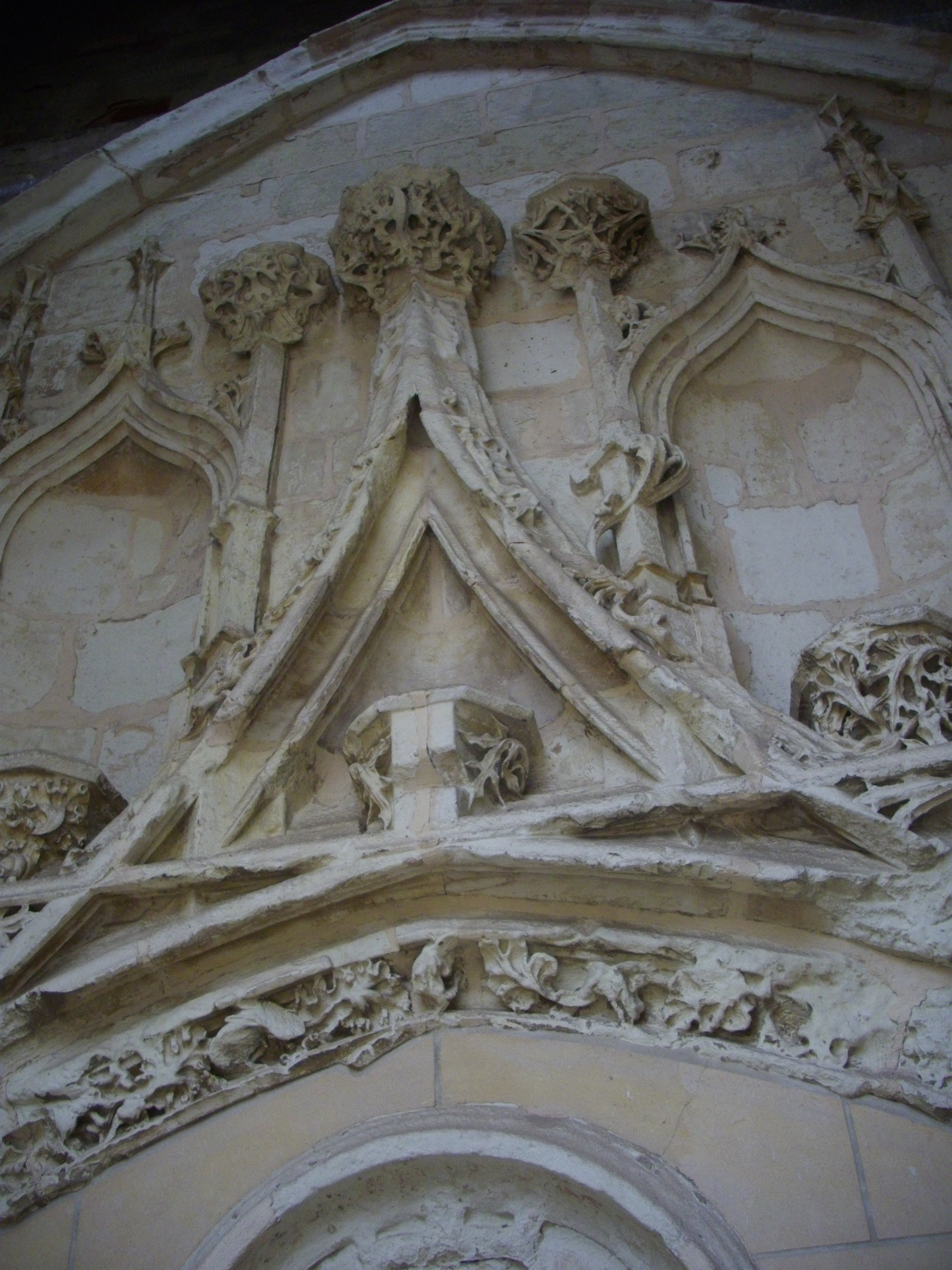
Détail
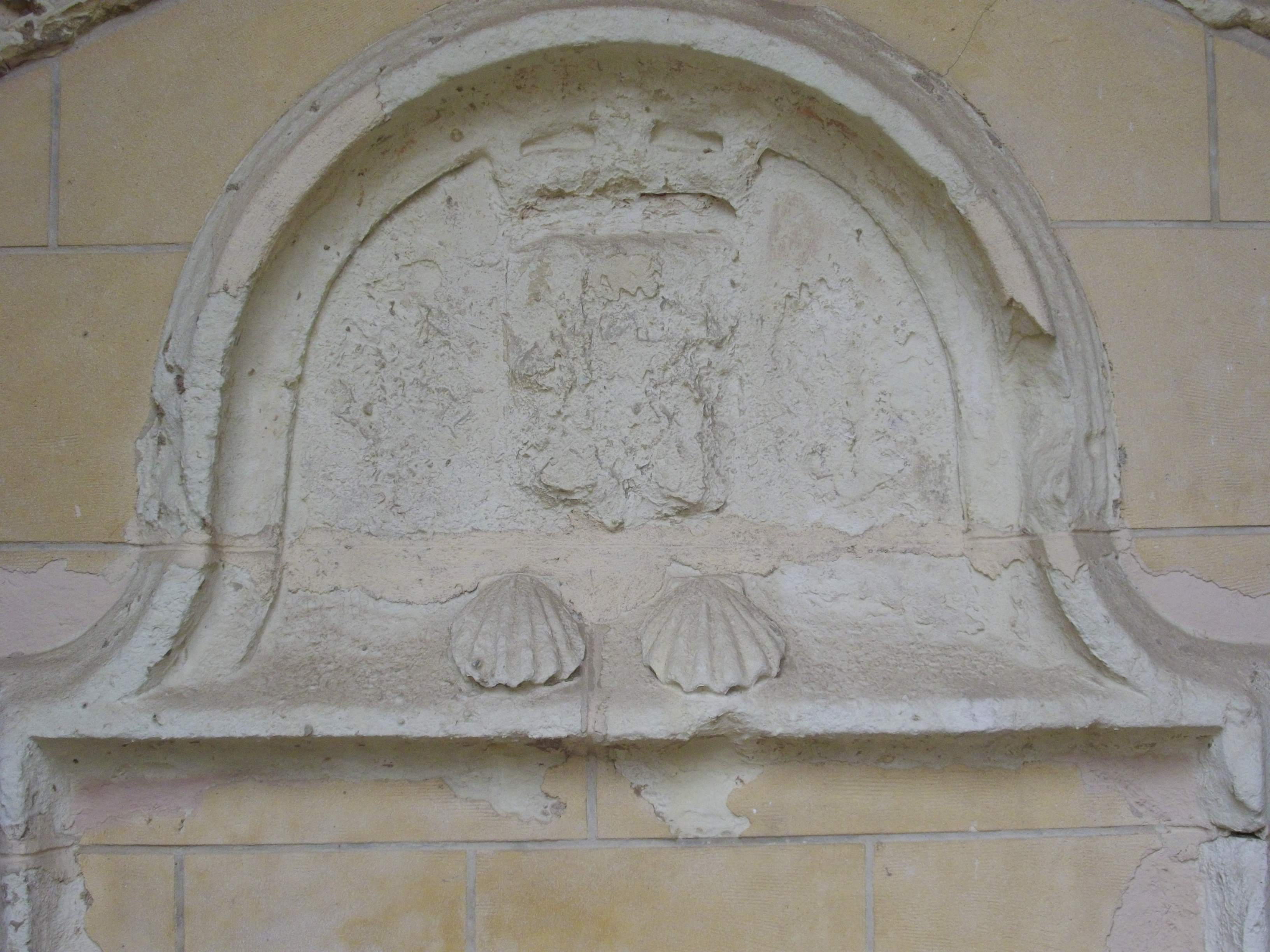
Détail
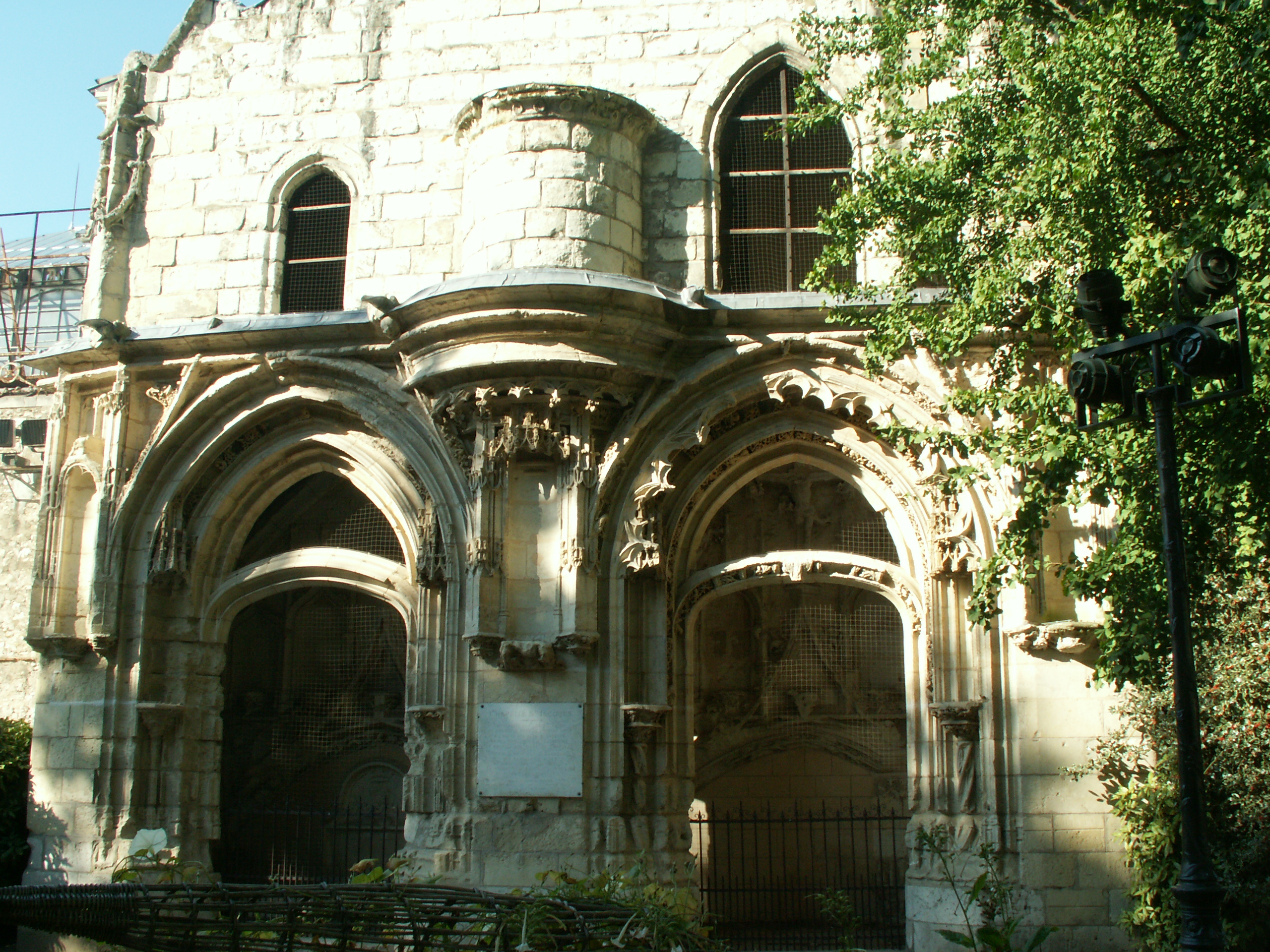
Autre vue extérieure